# Fusil automático Rieder
El Rieder fue una conversión del fusil Lee Enfield SMLE completamente automática de origen sudafricano .El dispositivo Rieder podía instalarse rápidamente con el uso de herramientas simples. Un arma similar de origen neozelandés fue el fusil automático Charlton.
Si bien el fusil no tenía capacidad de fuego selectivo, se podían lograr disparos individuales soltando el gatillo rápidamente. Alternativamente, el cerrojo podría operarse manualmente si la vena de gas estuviera cerrada. Los rifles prototipo equipados con el dispositivo o "accesorio Rieder" se probaron en soportes de bípode y trípode y demostraron ser confiables con poco mantenimiento, aunque se hicieron recomendaciones para cambiar el sistema de mira para tener en cuenta la vibración durante el disparo automático. .